# Sinagoga Beth Shalom
La Sinagoga Beth Shalom (en hebreo: בית כנסת בית שלום) es la sinagoga principal de la ciudad de Atenas, la capital de Grecia. Fue construida en la década de 1930 de mármol blanco del Pentélico, con una arquitectura que es de estilo del renacimiento griego austero, siendo inaugurada oficialmente en 1935. El edificio religioso fue renovado en el año 1975.